# Engoulevent du Nechisar
Caprimulgus solala
Espèce
Statut de conservation UICN

 VU D2 : Vulnérable
L'Engoulevent du Nechisar (Caprimulgus solala) est une espèce d'oiseaux de la famille des Caprimulgidae.

## Répartition
Cette espèce est endémique d'Éthiopie.